# Tycoon Entertainment Group
Tycoon Entertainment Group es una empresa mexicana de teatro y distribución. Fue fundada el 15 de agosto de 1990 y es la tercera empresa de teatros más importante de México detrás de La Compañía Entretenimiento y MV Eventos. Su sede está en la Ciudad de México.

## Obras

### Series
- South park
- Yu-Gi-Oh
- Meteoro
- Naruto
- Heidi

### VHS Y DVD
- Barney y sus amigos (temp 1.- temp. 7)
- Plaza Sésamo - versión mexicana y algunos especiales
- Bob el Constructor
- Los Muppets
- Teletubbies
- El mundo de Elmo

### Teatro
- Grachi en vivo
- Dora, la exploradora - en busca de la isla de los juguetes perdidos
- Barney y sus amigos en concierto
- Lazytown en teatro
- Plaza Sésamo en teatro

- Datos: Q17632218